# Вирста Аристид
Вирста Аристид (22 березня 1922, с. Барбівці, Сторожинець — 18 травня 2000, Бур-ла-Рен) — музикознавець, скрипаль. Брат Т. Вирсти. Доктор музикології (Сорбонна, 1974). Дійсний член НТШ (1977), член Спілки французьких музикознавців (1956) та Міжнародної спілки музикознавців (1958). Орден французького Почесного легіону (1958).

## Життєпис
На початку 1930-х років навчався гри на скрипці у Сергія Єременка. Навчався в Чернівецькій консерваторії (клас скрипки Я. Мигасюка).

З 1940 навчався і викладав гру на скрипці у Віденській консерваторії, а також вивчав філософію в місцевому університеті. Брав участь в камерному оркестрі Collegium Musicum.

1947 переїхав до Парижа.
- У 1949–50 — концертмейстер симфонічного оркестру м. Бело-Горизонте (Бразилія),
- 1951–56 — скрипаль камерного оркестру в Парижі,
- 1956–87 — викладач історії музики та смичкового мистецтва у Сорбонні.

Автор статей з питань української музики в іноземних музичних енциклопедіях, доповідей про творчість українських композиторів на міжнародних конференціях та ін.